# Kuća Burgoforte u Trogiru
Zgrada Burgoforte u gradiću Trogiru, Matije Gupca 25, predstavlja zaštićeno kulturno dobro.

## Opis dobra
Kuća Burgoforte smještena je na uglu ulice koja s glavnog trogirskog trga vodi prema novijem dijelu grada Pasike. Kuća u tlocrtu ima oblik izduženog pravokutnika u smjeru sjever-jug, sastoji se od prizemlja, kata i potkrovlja, a na istočnoj strani se nalazi prostrano dvorište. Južno pročelje rastvoreno je reprezentativnim stubištem 15.st. Na raskošno dekoriranim balustrima stubišta ističe se reljefni klesani grb obitelji Burgoforte s prikazom kule. Vanjske kamene stepenice vode do ulaznih vrata na prvom katu. Istočno od vrata u razini prvog kata nalazi se gotička monofora. Kuća Burgoforte je jedan od najvrijednijih primjera stambenog objekta renesansnog Trogira.

## Zaštita
Pod oznakom Z-4564 zavedena je pod vrstom "nepokretno kulturno dobro - pojedinačno", pravna statusa zaštićena kulturnog dobra, klasificirano kao "stambene građevine".